# Curtiss PN-1
Curtiss PN-1 – amerykański myśliwiec nocny zaprojektowany dla United States Army Air Service (USAAS) w jednostce US Army Engineering Division i zbudowany w zakładach Curtissa w 1920.  Był to pierwszy i jedyny samolot USAAC noszący oznaczenie „PN” (pursuit night - „pościgowy nocny”).  Z trzech zamówionych egzemplarzy zbudowano dwa pierwsze z czego tylko jeden być może został oblatany.  Samolot nie wszedł do produkcji seryjnej.

## Historia
Samolot został zaprojektowany przez Engineering Division specjalnie jako myśliwiec nocny.  Specjalnie do tej roli został on zaprojektowany aby mieć jak najlepsze charakterystyki lotu przy niskich prędkościach aby ułatwić start i lądowanie z niewielkich, zamienionych lotnisk.  Samolot miał stosunkowo małe obciążenie skrzydła i wyważone lotki, jako jedyny myśliwiec USAAC z tego okresu był pomalowany na czarno.
Był to pierwszy myśliwiec USAAC, do oznaczenia którego użyto wprowadzonego w 1919 systemu oznaczeń USAAC.  W ramach tego systemu był to pierwszy i zarazem jedyny model noszący oznaczenie „PN” (pursuit night - „pościgowy nocny”).  Zamówienie na trzy samoloty (numery seryjne 63276/63278) złożono w zakładach Curtissa gdzie nosił wewnętrzne oznaczenie firmy Model 21.
Pierwszy z samolotów został zbudowany z całkowicie wolnonośnymi skrzydłami, ale w sierpniu 1921 został on zmodyfikowany poprzez dodanie stalowych rozpórek w kształcie litery N upodabniając go do niemieckiego Fokkera D.VII.  Samolot został dostarczony do bazy McCook Field i prawdopodobnie oblatany w sierpniu 1921.  Osiągi samolotu okazały się niezadowalające, jego prędkość maksymalna była niewiele większa od prędkości ówczesnych bombowców.  Drugi egzemplarz służył tylko do testów statycznych, zamówienie na trzeci egzemplarz zostało anulowane, cały program został zakończony 2 grudnia 1921.

## Konstrukcja
Curtiss PN-1 był jednomiejscowym, jednosilnikowym dwupłatem o konstrukcji klasycznej.  Samolot miał podwozie stałe z płozą ogonową.  Kadłub samolotu miał konstrukcję ramową ze stalowych, spawanych rur (pierwsza taka konstrukcja powstała w zakładach Curtissa). Napęd zapewniał chłodzony cieczą, sześcio-cylindrowy silnik rzędowy typu Liberty L-825 o mocy 220 - 230 KM.  Z zakładach Packarda zbudowano tylko 52 silniki tego typu, ich produkcja została zakończona z powodu niezadowalających osiągów.  Samolot miał bardzo charakterystyczne, długie rury wydechowe prowadzące od silnika aż za kabinę pilota aby w płomienie wylotowe z rury wydechowej nie oślepiały pilota w nocy.
Samolot mierzył 23 stopy i sześć cali długości, 10 stóp i trzy cale wysokości, a rozpiętość skrzydeł wynosiła 30 stóp i dziesięć cali (7,16, 3,12 i 9,39 m).  Powierzchnia skrzydeł wynosiła 300 stóp kwadratowych (27,87 m²).  Masa własna wynosiła 1631 funtów, a maksymalna masa startowa 2311 funtów (740 i 1048 kg).
Prędkość maksymalna wynosiła 180 mil na godzinę (174 km/h), zasięg wynosił do 255 mil przy prędkości maksymalnej (410 km).  Pułap praktyczny wynosił do 25.600 stóp (7803 m), prędkość wnoszenia wynosiła do 1182 stóp na minutę (6 m/s).
Uzbrojenie samolotu stanowiły dwa nieruchome karabiny maszynowe Browning M1919 strzelające do przodu.